# روبوتات شبيهة البشر
الروبوتات شبيهة البشر (Anthrobotics) هو علم تطوير الروبوتات المشابهة للإنسان ودراستها.
تمت صياغة مصطلح الروبوتات شبيهة البشر في البداية عن طريق مارك روشيم (Mark Rosheim) في بحث بعنوان «تصميم ذراع شامل لكل الاتجاهات» (Design of An Omnidirectional Arm) عُرض في المؤتمر الدولي لـجمعية مهندسي الكهرباء والإلكترونيات بشأن الروبوتات والأداء الآلي، 13-18 مايو 1990 الصفحات من 2162 حتى 2167. وقال روشيم إن هذا المصطلح مشتق من كلمة شبيه الإنسان والروبوتات للتمييز بين الجيل الجديد من الروبوتات البارعة عن أسلافها الصناعية البسيطة. وانتشر المصطلح بدرجة كبيرة نتيجة لاستخدامه عنوانًا لكتاب روشيم التالي تطور الروبوت:تطوير الروبوتات شبيهة البشر (Robot Evolution: The Development of Anthrobotics) الذي يركز على نسخة طبق الأصل من مهارات وسمات الإنسان البدنية والنفسية.
ومع ذلك قد تم اقتراح تعريف أوسع لمصطلح الروبوتات شبيهة البشر، فيه المعنى مشتق من علم الإنسان بدلاً من شبيه الإنسان. ويشمل هذا الاستخدام الروبوتات التي تستجيب للإدخال بطريقة تشبه الإنسان، بدلاً من محاكاة تصرفات البشر ببساطة، وبالتالي يكون نظريًا قادرًا على الاستجابة بصورة أكثر مرونة أو التكيف مع الظروف غير المتوقعة. ويشمل أيضًا هذا التعريف الموسع الروبوتات الموجودة في البيئات الاجتماعية مع إمكانية الاستجابة لهذه البيئات بشكل مناسب، مثل روبوتات الحشرات والحيوانات الأليفة الروبوتية وما شابه ذلك.
ويُدرّس علم الروبوتات شبيهة البشر الآن في بعض الجامعات، ويُشجع الطلاب ليس فقط على تصميم الروبوتات وتركيبها للبيئات البعيدة عن التطبيقات الصناعية الحالية، ولكن أيضًا توقعهم حول مستقبل الروبوتات التي انتشرت في العالم كله على مدى واسع، مثل الهاتف المحمول والحاسوب في يومنا هذا.

## وصلات خارجية
- Design of An Omnidirectional Arm paper
- Mark Rosheim's company site